# Rhyzodiastes bifossulatus
Rhyzodiastes bifossulatus es una especie de escarabajo terrestre, categorizada en la tribu Clinidiini, de la subfamilia Rhysodinae. Se atribuye su descripción al entomólogo de origen francés Antoine Henri Grouvelle, quien la citó por primera vez en 1903.

## Descripción
La especie mide 6,7-8 mm de longitud (0,26 a 0,31 pulgadas). Presenta un estilete antenal cónico, la cabeza es ancha y extensa, surcos frontales lisos, ojos relativamente estrechos, cuenta además con un pronoto alargado de aproximadamente 1,57 mm, ápice estrecho, carena externa con una franja estrecha de polinosidad.

## Distribución
Se distribuye por Borneo, con registros confirmados de Sabah (Malasia) e Indonesia.